# Capell de Ferro
Capell de Ferro este o arie protejată (arie de protecție specială avifaunistică — SPA) din Spania întinsă pe o suprafață de 1.636,67 ha, integral pe uscat.

## Localizare
Centrul sitului Capell de Ferro este situat la coordonatele 39°55′30″N 4°11′27″E / 39.9249°N 4.1909°E.

## Înființare
Situl Capell de Ferro a fost declarat arie de protecție specială avifaunistică în martie 2006 pentru a proteja 8 specii de animale.

## Biodiversitate
Situată în ecoregiunea mediteraneană, aria protejată conține 3 habitate naturale: Galerii și tufărișuri riverane sudice (Nerio-Tamaricetea și Securinegion tinctoriae), Păduri de Olea și Ceratonia, Păduri de Quercus ilex și Quercus rotundifolia.
La baza desemnării sitului se află mai multe specii protejate de  păsări (8): fâsă-de-câmp (Anthus campestris), pasărea ogorului (Burhinus oedicnemus), caprimulg (Caprimulgus europaeus), șoim călător (Falco peregrinus), acvilă pitică (Hieraaetus pennatus), gaia roșie (Milvus milvus), turturică (Streptopelia turtur), silvie de tufiș (Sylvia undata).
Pe lângă speciile protejate, pe teritoriul sitului au mai fost identificate 4 specii de plante.